# Tottenham Hotspur Football Club 1960-1961
Questa voce raccoglie le informazioni riguardanti il Tottenham Hotspur Football Club nelle competizioni ufficiali della stagione 1960-1961.

## Stagione
In avvio di stagione il Tottenham Hotspur ottenne 16 risultati utili consecutivi in campionato, rimanendo a punteggio pieno nei primi undici turni, stabilendo un record destinato ad essere battuto solo nel 2017. Soli al comando dalla terza giornata, gli Spurs poterono viaggiare indisturbati verso la conquista del secondo titolo nazionale, ottenuto in occasione della vittoria nell'incontro del 17 aprile contro lo Sheffield Weds, unica squadra rimasta ad inseguire la capolista durante il girone di ritorno.
In FA Cup la squadra giunse in finale dopo aver eliminato in successione Charlton, Crewe Alexandra, Aston Villa, Sunderland e Burnley. La vittoria contro il Leicester City permise agli Spurs di ottenere il double, divenendo la prima squadra inglese a conseguire tale risultato nel XX secolo.

## Maglie e sponsor
Durante la stagione 1960-1961 la divisa per le gare interne poteva presentare i calzettoni bianchi anziché blu.
| Manica sinistra · Maglietta · Maglietta · Manica destra · Pantaloncini · Calzettoni · Calzettoni | Manica sinistra · Maglietta · Maglietta · Manica destra · Pantaloncini · Calzettoni | Manica sinistra · Manica sinistra · Maglietta · Maglietta · Manica destra · Manica destra · Pantaloncini · Calzettoni · Calzettoni |  |

## Rosa
| N. |                             | Ruolo | Calciatore         |
| -- | --------------------------- | ----- | ------------------ |
|    | Scozia (bandiera)           | P     | Bill Brown         |
|    | Inghilterra (bandiera)      | P     | John Hollowbread   |
|    | Inghilterra (bandiera)      | D     | Peter Baker        |
|    | Galles (bandiera)           | D     | Ken Barton         |
|    | Inghilterra (bandiera)      | D     | Ron Henry          |
|    | Inghilterra (bandiera)      | D     | Johnny Hills       |
|    | Galles (bandiera)           | D     | Mel Hopkins        |
|    | Inghilterra (bandiera)      | D     | Maurice Norman     |
|    | Inghilterra (bandiera)      | D     | Fred Sharpe        |
|    | Irlanda del Nord (bandiera) | C     | Danny Blanchflower |
|    | Inghilterra (bandiera)      | C     | Eddie Clayton      |
|    | Scozia (bandiera)           | C     | Dave Mackay        |

| N. |                        | Ruolo | Calciatore   |
| -- | ---------------------- | ----- | ------------ |
|    | Inghilterra (bandiera) | C     | Tony Marchi  |
|    | Inghilterra (bandiera) | C     | John Smith   |
|    | Scozia (bandiera)      | C     | John White   |
|    | Inghilterra (bandiera) | A     | Les Allen    |
|    | Inghilterra (bandiera) | A     | Bill Dodge   |
|    | Inghilterra (bandiera) | A     | Terry Dyson  |
|    | Galles (bandiera)      | A     | Cliff Jones  |
|    | Galles (bandiera)      | A     | Terry Medwin |
|    | Inghilterra (bandiera) | A     | Ron Piper    |
|    | Inghilterra (bandiera) | A     | Frank Saul   |
|    | Inghilterra (bandiera) | A     | Bobby Smith  |